# Aporoctena aprepes
Aporoctena aprepes är en fjärilsart som beskrevs av Turner 1904. Aporoctena aprepes ingår i släktet Aporoctena och familjen mätare. Inga underarter finns listade i Catalogue of Life.